# 卢瓦尔河畔热尔米尼
卢瓦尔河畔热尔米尼（法語：Germigny-sur-Loire，法語發音：[ʒɛʁmiɲi syʁ lwaʁ]）是法国涅夫勒省的一个市镇，位于该省西南部，卢瓦尔河右岸，隔河与谢尔省及中央-卢瓦尔河谷大区相望，属于讷韦尔区和讷韦尔城市圈公共社区，其市镇面积为18.78平方公里，2022年1月1日时人口数量为748人。
卢瓦尔河畔热尔米尼是讷韦尔城市圈公共社区的组成部分。

## 行政
卢瓦尔河畔热尔米尼的邮政编码为58320，INSEE市镇编码为58124。

## 地理
卢瓦尔河畔热尔米尼（47°4'52"N, 3°2'16"E）位于法国中部，勃艮第-弗朗什-孔泰大区西部和涅夫勒省西南部，距离省会讷韦尔大约17公里。
与卢瓦尔河畔热尔米尼接壤的市镇包括：贝夫、库尔莱巴尔、欧布瓦河畔茹埃、马赛莱索比尼、绍尔涅、加尔希济、普格莱索、特龙桑日。
卢瓦尔河畔热尔米尼境内地势较为平坦，海拔在157至240米之间。
法国第一大河卢瓦尔河干流自南向北从市镇西境经过。
按照柯本气候分类法，卢瓦尔河畔热尔米尼属于较为典型的温带海洋性气候，全年温差较小，降水分布均匀。

## 交通
涅夫勒省省道D174线和D254线经过卢瓦尔河畔热尔米尼境内。讷韦尔公交16路（定制公交线路）经过卢瓦尔河畔热尔米尼境内并设有站点。

## 人口
| 年份   | 1936 | 1946 | 1954 | 1962 | 1968 | 1975 | 1982 | 1990 | 1999 | 2006 | 2007 | 2012 | 2017 |
| ------ | ---- | ---- | ---- | ---- | ---- | ---- | ---- | ---- | ---- | ---- | ---- | ---- | ---- |
| 人口數 | 485  | 490  | 514  | 476  | 507  | 468  | 589  | 598  | 629  | 677  | 684  | 759  | 769  |